# Disney's Riviera Resort
Le Disney's Riviera Resort est un hôtel du complexe de Walt Disney World Resort en Floride ouvert en décembre 2019.
Il est situé au nord du Disney's Caribbean Beach Resort, dont un remplace l'un des villages, entre Epcot et les studios Disney de Hollywood. 
C'est le 15e Disney Vacation Club du complexe et le premier complexe hôtelier récemment construit à être desservi par le nouveau système de télécabine et Disney Skyliner,.

## Historique
Les plans pour le complexe de 300 chambres ont été publiés lors de l'exposition D23 en 2017  C'est également l'un des deux hôtels annoncés lors de l'Expo D23 2017, l'autre étant le Star Wars Hotel. Le Riviera Resort est l’une des 23 améliorations apportées aux parcs Disney au cours de la D23. 
Bob Chapek, président de Walt Disney Parks and Resorts, a déclaré que l'hôtel comprendrait un restaurant sur son toit, offrant une vue sur Epcot et les studios Disney de Hollywood. C’est le premier complexe hôtelier entièrement nouveau Disney Vacation Club construit depuis Aulani en 2011. 